# Friedrich Wilhelm Hartmann
Friedrich Wilhelm Hartmann (* 23. Dezember 1809 in Dillingen; † 10. Juli 1874 in St. Gallen) war ein deutscher Bauingenieur.

## Leben
Friedrich Wilhelm Hartmann war der Sohn von Bernhard Hartmann und Mina Scheitlin. Er studierte das Bauingenieurwesen in Neuötting und München und wurde Ingenieur in Kempten. Von 1836 bis 1853 arbeitet er als Strassen- und Wasserbauinspektor des Kantons St. Gallen. Er leitete den Bau der Eisenbahnstrecke Rorschach-Winterthur und von 1862 bis 1874 die Rheinkorrektion im St. Galler Rheintal.
Im Auftrag des Bundes untersuchte er mit Leopold Blotnitzki ab 1860 die Hochwassergefahr an der Rhone im Kanton Wallis. Das Gutachten bildete eine Grundlage für die Rhonekorrektion im Wallis.